# Holothele vellardi
Holothele vellardi là một loài nhện trong họ Theraphosidae.
Loài này thuộc chi Holothele. Holothele vellardi được miêu tả năm 1997 bởi Rudloff.